# Gyrus supramarginalis
De gyrus supramarginalis of winding boven de rand is een hersenwinding van de pariëtale kwab van de grote hersenen. Hij vormt het voorste deel van de lobulus parietalis inferior. De gyrus supramarginalis ligt om de ramus ascendens sulci lateralis en ligt tussen de gyrus postcentralis en gyrus angularis in.

Taalgebieden in de hersenen
centrum van Broca
centrum van Wernicke
gyrus angularis
gyrus supramarginalis
auditieve cortex